# Talgo

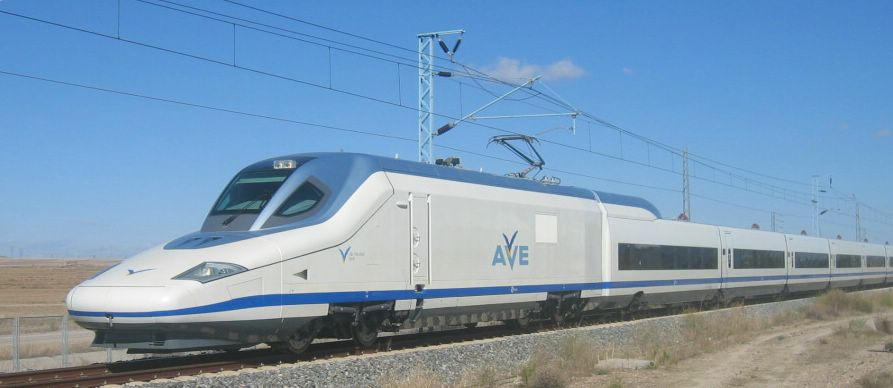
Talgo 350 som är i drift på sträckan Madrid - Valencia.

Talgo är en spansk tågtillverkare som både tillverkar bland annat  spårvagnar, tunnelbanetåg, intercitytåg och höghastighetståg.

## Historia
TALGO (Tren Articulado Ligero Goicoechea Oriol) grundades av Alejandro Goicoechea och José Luis Orio år 1942.
I mars 2007 sålde Talgo sitt finska dotterbolag, Talgo Oy, som producerar material till företaget. Talgo hade bara ägt företaget i sju år och efter delningen gick företaget tillbaka till sitt tidigare namn, Transtech Oy.
Företaget spenderar 10 till 12 procent av omsättningen på forskning och utveckling. Den huvudsakliga intäktskällan är den spanska järnvägsoperatören Renfe.

## Design
Talgotåg är mest kända för sina okonventionella personvagnar som använder sig av en liknande design som jacobsboggi som Talgo patenterade 1941. Hjulen är monterade i par, men de är inte förenade med en axel och boggierna delas mellan vagnarna i stället för separata mellan vagnarna. Detta gör att vagnarna kan ta kurvor i högre hastigheter. Eftersom inte boggierna är monterande direkt på hjulen så minskar även spårbullret.
Vissa Talgotåg har variabel spårvidd och kan ändra spårvidd beroende på vilken järnväg tåget ska åka på. T.ex. mellan Iberisk spårvidd på 1668 mm och normalspår på 1435 mm.
Sedan de införde lutande tåg 1980 lutar tåget naturligt inåt i kurvor. Detta gör att de kan gå fortare i kurvor utan att det känns obehagligt för passagerarna. Vagnens lutningsystem svänger runt toppen av upphängningen.

## Tåg
Talgotåg är indelade i ett antal generationer. De finns både som lok och motorvagnar.

### Talgo I
Talgo I byggdes 1942 i Spanien. Vagnarna byggdes på "Hijos de Juan Garay Fábrica" i Oñati och loket byggdes vid verkstaden "Compañia de Norte" i Valladolid. Den byggdes som en prototyp och användes för att slå flera hastighetsrekord.

### Talgo II
Talgo II var både vagnar och tåg som byggdes 1950 vid American Car and Foundry Company (ACF) i USA under ledning av spanska ingenjörer, de togs i drift på Rock Island Line, dragna av Jet Rockettåget, mellan Chicago och Peoria, Illinois. Tågen byggdes även i New York vid "New Haven and Hartford railway." Tågen var i drift ända till 1972.

### Talgo III
Vagnar och tåg sattes i tjänst 1964, för att kunna införa längre vagnar. Talgo III/RD var utrustad med variabel spårvidd, detta gjorde att den 1 juni 1969 kunde det första tåget köra mellan Madrid och Paris, även turer mellan Barcelona och Genève kunde börja köras, trots olika spårvidd. 26 maj 1974 började det även gå tåg mellan Barcelona och Paris.

### Talgo Pendular

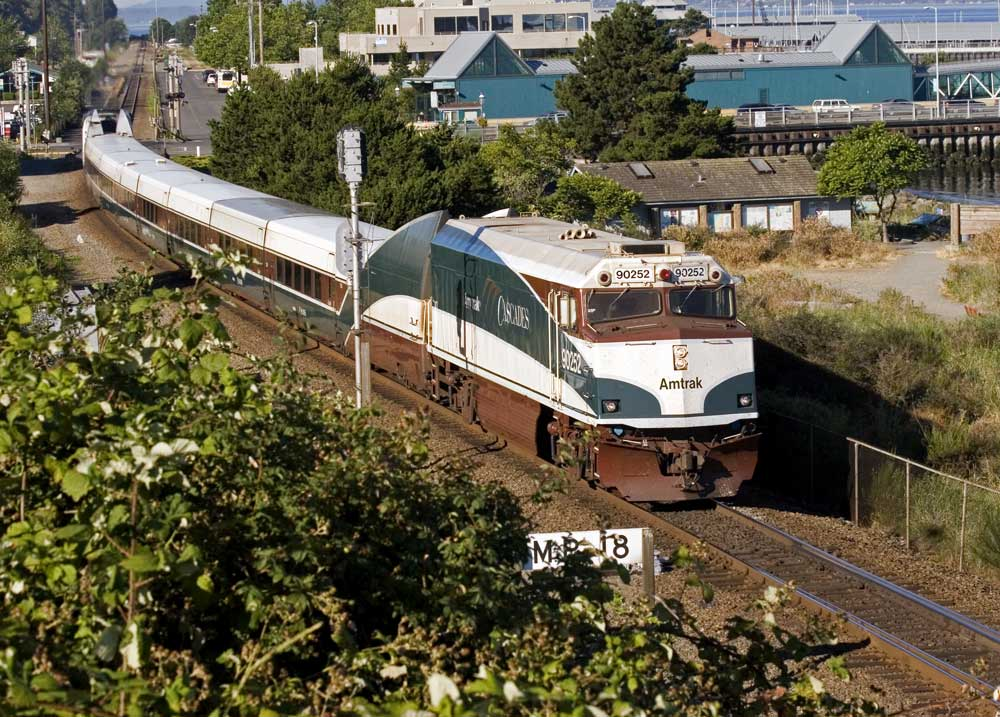
Talgo Pendular

Talgo Pendular, ett samlingsnamn för tågen Talgo IV, Talgo V, Taglo VI och Talgo 200, som infördes 1980. Detta var de första tågen som började luta i kurvor med hjälp av elektroniska sensorer eller hydraulisk utrustning.
År 1988 användes ett Talgo Pendular-tåg på försök på Amtraks linje Boston-New York och på Deutsche Bahns linjer i Tyskland. 1994 började USA använda Talgovagnar mellan Seattle och Portland och sedan 1998 har vagnarna använts på ett flertal järnvägar runtom i Nordamerika.
Talgo 200-serien användes även i Kazakstan för nattåget Almaty-Astana.

### Talgo VII
Talgo VI infördes i början av år 2000 som ett draglokomotiv som funkar till flera olika sorters vagnar, Talgo 250, Talgo 350 och Talgo XXI. Vagnarna liknar Pendular, men har ett luftstyrt hydrauliskt bromssystem och elförsörjning från loket istället för externa dieselmotorer i varje vagn. Talgo VII-tåg har vagnar med två par hjul i mitten istället för i ena änden.

### Talgo 8
Serie 8 är vagnar som liknar serie VII, men är avsedda för den nordamerikanska marknaden. Talgo gjorde under 2009 ett avtal för att bygga en fabrik i Wisconsin som inledningsvis skulle leverera två 14-vagnars tågsätt för Amtrak på linjen Hiawatha Service. Företaget hade hopp om att senare bygga tåg för andra amerikanska järnvägsprojekt.
I början av 2010 meddelade Oregon Department of Transportation att de har köpt två 13-vagnars tågsätt för att använda på linjen Eugene och Vancouver. Dessa tågsätt skulle tillverkas och levereras under 2013. Efter genomförda tester planerades tågsätten att sättas i reguljär trafik tillsammans med de fem befintliga tågen.

### Talgo 250

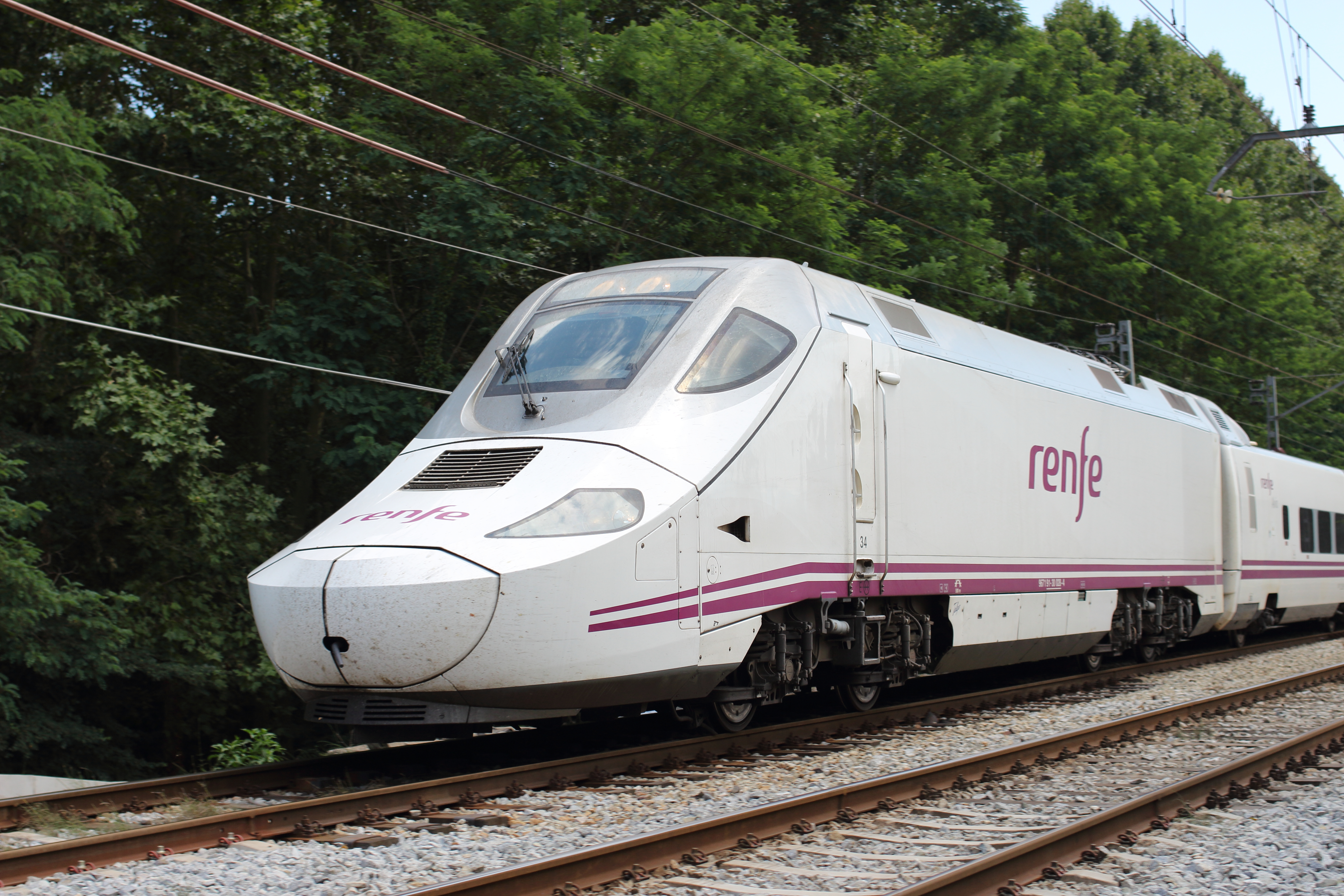
Talgo 250

Dessa tåg har en dubbel spänning och är utrustade med variabla spårviddsaxlar. Detta gör att tågen kan användas på höghastighetslinjer och på linjer med normal spårvidd. Talgo 250 består av två lok och 11 Talgo VII-vagnar. Denna tågtyp har utvecklats för Renfe.
Uzbekistans Järnvägar har beställt två Talgo 250-uppsättningar med rysk spårvidd under 2009. Det första tåget anlände till Tasjkent i juli 2011.
Ett Talgo 250 var inblandat i olyckan vid Santiago de Compostela den 24 juli 2013.

### Talgo 250 Hybrid
Talgo 250 Hybrid är utrustade med dubbla drivlinor och variabel spårlängd, detta gör att de kan köra på järnvägar utan elektricitet. Tågen består av två lok och nio Talgo VII-vagnar och är ombyggda Talgo 250-tåg.

### Talgo 350
Talgo 350 är Talgos första höghastighetståg och tester med prototypen inleddes redan 1994. Talgo 350 har varit i kommersiell drift i hastigheter upp till 330 km/h på linjerna Madrid-Barcelona och Madrid-Valladolid sedan den 22 december 2007. Denna serie av tåg är utformad för att nå en hastighet på upp till 350 km/h, även om banorna har en hastighetsbegränsning på 330 km/h. Tågen består av två lok och Talgo VII-vagnar, och är utrustade med bättre bromsar och fjädring.

### Talgo Avril
Talgo utvecklar ett tåg som är i idéstadiet än så länge (december 2013), som kallas Avril, vilket står för "Alta Velocidad Rueda Independiente Ligero". Tåget ska kunna komma upp i hastigheter på upp till 380 km/h.